# Hidrocinkit
Hidrocinkit, cinkov cvet ali marionit je redek mineral iz razreda karbonatov s kemijsko formulo Zn5[(OH)6 | (CO3)2].  Kristalizira v monoklinskem kristalnem sistemu in razvije neprozorne bele prstene ali masivne agregate, redko tudi drobne prozorne brezbarvne do svetlorumene  ploščičaste kristale. Kristali so včasih zaradi nečistoč tudi rožnato ali modro obarvani.
Hidrocinkit je sekundarni cinkov mineral, ki nastaja v oksidacijskih procesih iz cinkovega sulfida – sfalerita. Večinom se pojavlja skupaj s sfaleritom in hemimorfitom. Pri segrevanju se pretvori v cinkit (ZnO).

## Zgodovina in ime
Hidrocinkit je leta 1853 v Plajberku pri Beljaku na Koroškem našel in opisal Gustav Adolf Kenngott, ki je določil tudi njegovo kemijsko sestavo.
Ime je dobil po svoji kemijski sestavi, rudarsko ime cinkov cvet pa po značilnem videzu.

## Nahajališča
Pomembnejša nahajališča hidrocinkita so Santander (Španija), Plajberk pri Beljaku (Avstrija), Rabelj in Sardinija (Italija), Nova ves, Modra Štola in Zlate Hory (Češka). Nevada in Nova Mehika (ZDA), Long Kieng (Burma), Narlarla (Avstralija), Alžirija in drugod.
Med najlepše svetovne primerke hidrocinkita spadajo primerki iz rudnika Mežica, ki imajo grozdaste, lupinaste, ledvičaste in sigaste oblike. Lahko so popolnoma beli ali rahlo rumenkasti.